# مرکز جهانی تجارت دریایی چین در دوره سونگ و یوان
کوانژو: مرکز جهانی تجارت دریایی چین در دوره سونگ و یوان یک میراث فرهنگی جهانی است که در جمهوری خلق چین، استان فوجیان، شهر چوانجو واقع شده است. این مجموعه شامل مجموعه‌ای از آثار تاریخی است که بین قرن‌های ۱۰ تا ۱۴ میلادی به وجود آمده و تا امروز باقی مانده‌اند. در آن زمان، کوانژوبه نام مستعار «سیتونگ» در جهان شهرت داشت.

## فرایند ثبت در میراث جهانی
- در ۲۶ ژانویه ۲۰۱۷، دبیرخانه کمیته ملی چین برای یونسکو پیشنهاد ثبت شهر بندری «آثار تاریخی چوانجوی باستانی (سیتونگ)» را به‌عنوان نماینده‌ای برجسته از مسیر دریایی ابریشم در فهرست میراث فرهنگی جهانی برای سال ۲۰۱۸ ارائه کرد.[۱]
- در مه ۲۰۱۸، شورای بین‌المللی بناها و محوطه‌ها (ICOMOS) در گزارشی اعلام کرد که ۱۶ مکان پیشنهادی بیش از حد پراکنده هستند و نمی‌توانند ساختار شهری را نشان دهند. همچنین برخی از این میراث‌ها توانایی نمایش موضوع تجارت دریایی را ندارند. ICOMOS پیشنهاد داد که این پرونده برای ثبت رد شود.[۲] با این حال، چین از پروژه انصراف نداد و مستقیماً پرونده را به کمیته میراث جهانی ارائه کرد. در ۲۹ ژوئن ۲۰۱۸، این پروژه در چهل‌ودومین نشست میراث جهانی به وضعیت «ارجاع برای بررسی مجدد» بازگشت و در آن سال ثبت نشد.[۳]
- در سال ۲۰۲۰، نام پروژه به «چوانجو: مرکز جهانی تجارت دریایی چین در دوره سونگ و یوان» تغییر یافت و تعداد میراث‌های پیشنهادی به ۲۲ مورد افزایش یافت (۶ سایت جدید شامل پل آنپینگ، پل شونجی، محوطه تاریخی اداره امور دریایی، محوطه تاریخی اداره خارجی جنوبی، محوطه تاریخی چائوپو در چیانگ و کوره سرامیک دفوا افزوده شد). این پرونده در چهل‌وچهارمین نشست کمیته میراث جهانی در ژوئیه ۲۰۲۱ مورد بررسی قرار گرفت. شورای بین‌المللی بناها و محوطه‌ها در ژوئن ۲۰۲۱ در گزارشی ثبت این پرونده را توصیه کرد.[۴]
- در ۲۵ ژوئیه ۲۰۲۱، در چهل‌وچهارمین نشست کمیته میراث جهانی که در فوجو برگزار شد، «چوانجو: مرکز جهانی تجارت دریایی چین در دوره سونگ و یوان» به فهرست میراث جهانی یونسکو افزوده شد.[۵]

## گستردگی
میراث سریالی «چوانجو: مرکز جهانی تجارت دریایی چین در دوره سونگ و یوان» در منطقه خلیج چوانجو، با محوریت شهر کوانژوامروزی، توزیع شده است و شامل ۲۲ نقطه میراثی می‌شود. بر اساس دسته‌بندی رسمی یونسکو، این مجموعه به ۱۶ نقطه میراثی تقسیم شده است.